# East 105th Street
East 105th Street è una fermata della metropolitana di New York, situata sulla linea BMT Canarsie. Nel 2014 è stata utilizzata da 1 197 125 passeggeri.
È servita dalla linea L 14th Street-Canarsie Local, sempre attiva.